# Claude Berri
Claude Berri (Claude Berel Langmann, Paris, 1 de julho de 1934 — Paris, 12 de janeiro de 2009) foi um diretor de filmes,  ator, roteirista e produtor francês.

## Biografia
Produziu, entre outros filmes, "Tess", de Roman Polanski, "Astérix" e "A rainha Margot", de Patrice Chéreau.
Foi produtor também de Bienvenue chez les Ch'tis, de Dany Boon, o maior sucesso francês de bilheteria, com mais de 20 milhões de espectadores.
O seu primeiro longa foi o "Le Vieil Homme et L'enfant" (1966), sobre sua vivência de criança judia sob o teto de um idoso anti-semita durante a guerra. Também autobiográficos, "La Première Fois" (1976), "Mazel Tov ou le mariage" (1968) e "Le pistonné" (1970) abordam a adolescência, o casamento e o serviço militar na Argélia. Retoma a França ocupada na 2ª Guerra Mundial em "A Era de Uranus" (1990) e Lucie Aubrac - Um Amor em Tempo de Guerra (1997), inspirado na autobiografia de uma resistente francesa.
Jean de Florette e A Vingança de Manon (ambos de 1986 e adaptados do filme de 1953 de Marcel Pagnol) trazem Daniel Auteuil, Yves Montand e Gérard Depardieu no elenco. E sua versão do romance de Émile Zola Germinal (1993), narra a história de luta dos mineiros de carvão.